# Palazzo Orsini (Neapel)

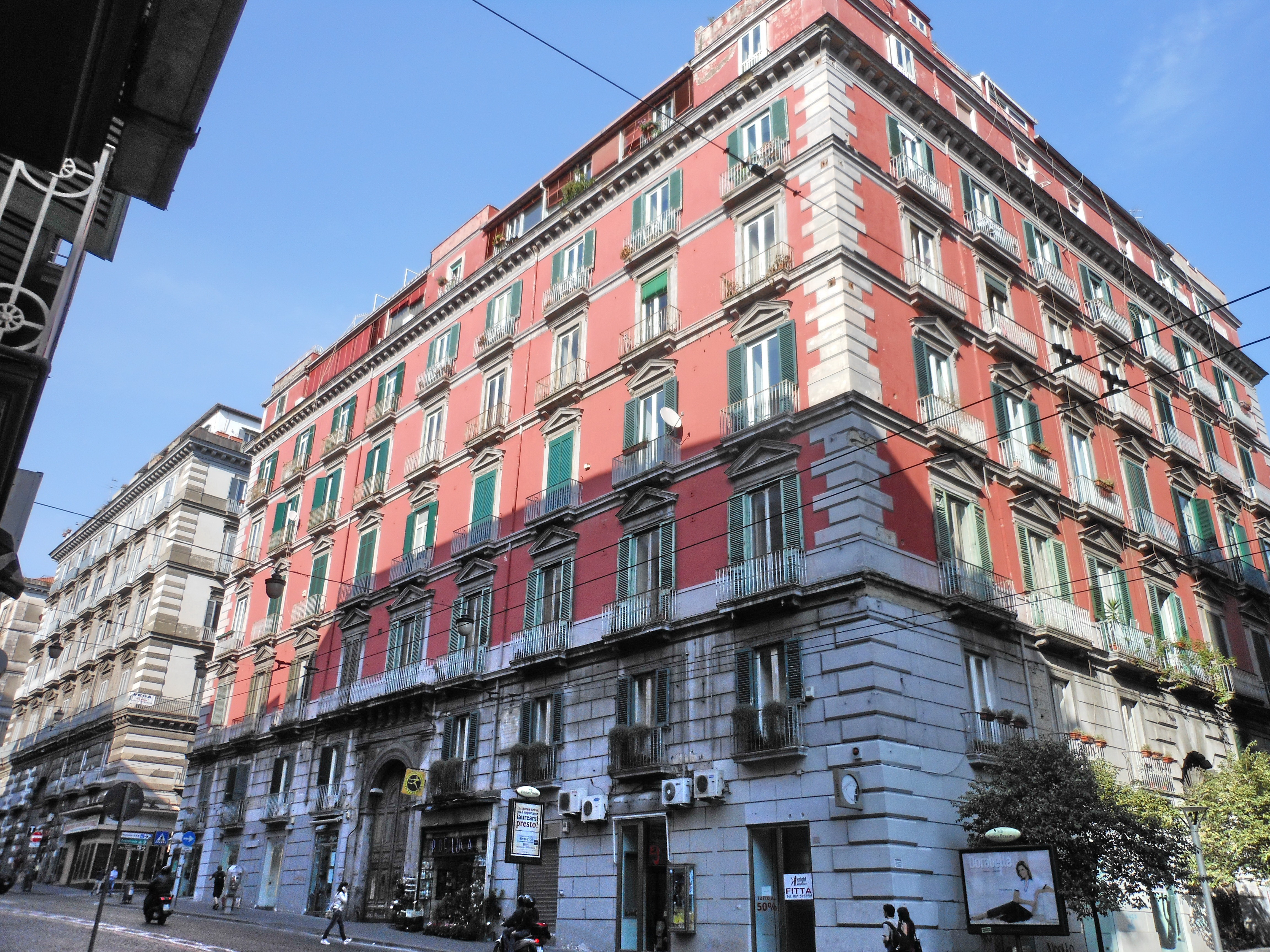
Palazzo Orsini in Neapel

Der Palazzo Orsini, auch Palazzo De Riseis genannt, ist ein Palast aus dem 19. Jahrhundert im Viertel San Lorenzo in Neapel in der italienischen Region Kampanien. Er liegt in der Via Enrico Pessina, 81.

## Geschichte und Beschreibung
Der Palast mit einem Doppelhof wurde in der zweiten Hälfte des 19. Jahrhunderts anstelle der alten Fosse del grano (dt.: Getreidegräben) errichtet. Seinen Namen erhielt er, weil dort der General Vinzenco Giordano Orsini lebte und starb.
In einer Wohnung im ersten Obergeschoss befindet sich ein prächtiger Saal mit Gewölbe und Türen, die von Salvatore Postiglione im Auftrag der Barone De Riseis bemalt wurden. In dieser Wohnung gibt es weitere, mit Tempera bemalte Decken, aber in geringerer Qualität.